# MechWarrior 4: Vengeance
MechWarrior 4: Vengeance est un jeu vidéo d'action et de simulation de Mechs développé par FASA Studio (en), édité par Microsoft et sorti en novembre 2000. Le jeu fait partie de la série MechWarrior.

## Synopsis
Le jeu se déroule sur la planète Kentares IV et sa lune. Vous incarnez Ian Dresari, fils du duc Eric Dresari et héritier du trône de Kentares IV. Une guerre civile a éclaté sur la planète après que William Dresari, votre cousin, ait trahi votre famille et s'est emparé du trône sous la bannière de Katherine "Katrina" Steiner. À la suite d'une attaque surprise des forces de Steiner sur le palais royal, le départ d'Eric Dresari et la mort de la majorité de la famille royale, votre oncle, Sir Peter Dresari entame une campagne de guérilla contre Steiner. Vous commencez la guérilla sur la lune de Kentares IV aux commandes d'un Mech avec d'autres pilotes à vos côtés.

## Système de jeu
Mechwarrior 4 est un jeu de simulation de Mechs à vision subjective, mais il est possible d'avoir une vue de l'extérieur. Les Mechs sont blindés et armés. Ils sont classés dans différentes catégories selon leur tonnage. Le jeu propose différents modes de jeu : campagne, combat immédiat et multi-joueurs. Il est possible de modifier l'armement et le blindage d'un Mech dans la limite de son tonnage maximal avant de le piloter. À bord de votre Mech, différents instruments vous indiquent votre vitesse, l'étendue des dommages etc. Le Mech peut avancer ou reculer et le torse peut pivoter.

### Mechs disponibles dans le jeu
| Modèle          | Classe   | Tonnage maximal (t) | Producteur industriel                                                                      | Type         |
| --------------- | -------- | ------------------- | ------------------------------------------------------------------------------------------ | ------------ |
| Osiris          | Léger    | 30                  | Achernar BattleMechs                                                                       | Inner Sphere |
| Raven           | Léger    | 35                  | Hellespont Mech Works                                                                      | Inner Sphere |
| Cougar          | Léger    | 35                  | Ironhold Alpha Complex                                                                     | Clan         |
| Chimera         | Moyen    | 40                  | Brigadier Corporation, Independence Weaponry, Kressly Warworks                             | Inner Sphere |
| Hellspawn       | Moyen    | 45                  | General Motors                                                                             | Inner Sphere |
| Shadow Cat      | Moyen    | 45                  | Barcella Beta                                                                              | Clan         |
| Uziel           | Moyen    | 50                  | Defiance Industries                                                                        | Inner Sphere |
| Bushwacker      | Moyen    | 55                  | TharHes Industries                                                                         | Inner Sphere |
| Argus           | Lourd    | 60                  | Achernar BattleMechs, Robinson Standard BattleWorks                                        | Inner Sphere |
| Vulture         | Lourd    | 60                  | vari                                                                                       | Clan         |
| Catapult        | Lourd    | 65                  | Hollis Incorporated, Yori Mech Works                                                       | Inner Sphere |
| Loki            | Lourd    | 65                  | vari                                                                                       | Clan         |
| Nova Cat        | Lourd    | 70                  | Barcella Alpha, Irece Alpha                                                                | Clan         |
| Thor            | Lourd    | 70                  | Eagle Craft Group, St. Louis MechWorks                                                     | Clan         |
| Thanatos        | Lourd    | 75                  | StarCorps Industries                                                                       | Inner Sphere |
| Mad Cat         | Lourd    | 75                  | Wolf Clan Site 2, Wolf Clan Site 1                                                         | Clan         |
| Awesome         | D'assaut | 80                  | Technicron Manufacturing, Irian BattleMechs Unlimited                                      | Inner Sphere |
| Mauler          | D'assaut | 90                  | Luthien Armor Works                                                                        | Inner Sphere |
| Mad Cat Mark II | D'assaut | 90                  | Manufacturing Plant DSF-94                                                                 | Clan         |
| Atlas           | D'assaut | 100                 | Yori Mech Works, Defiance Industries, Independence Weaponry, Robinson Standard BattleWorks | Inner Sphere |
| Daishi          | D'assaut | 100                 | Wolf Clan Site 1                                                                           | Clan         |

### Types d'armes
- Énergétiques
- Balistiques
- Missiles

## Accueil
| MechWarrior 4: Vengeance |      |       |
| Média                    | Pays | Notes |
| Gamekult                 | FR   | 90 %  |

## Black Knight
MechWarrior 4: Black Knight est l'extension du jeu, sortie en 2001.